# شانه‌موش ریز
شانه‌موش ریز (نام علمی: Ctenomys minutus) نام یک گونه از سرده شانه‌موش است.